# إريدسون
إريدسون (بالبرتغالية: Eridson Mendes Umpeça) (مواليد 25 يونيو 1990) هو لاعب كرة قدم من غينيا بيساو، يلعب في مركز المدافع.

## روابط خارجية
- إريدسون على موقع الاتحاد الدولي (مؤرشف)  (الإنجليزية)
- إريدسون على موقع قاعدة بيانات كرة القدم.إي يو (الإنجليزية)
- إريدسون على موقع ناشيونال فوتبول تيمز (الإنجليزية)
- إريدسون على موقع Soccerway.com (الإنجليزية)